# Stanislav Hula
Stanislav Hula (3. března 1895 Kolín – 24. května 1978 Kolín) byl československý lékárník, politik a meziválečný poslanec Národního shromáždění za Československou stranu lidovou.

## Biografie
Před 1. světovou válkou absolvoval kolínské gymnázium a po maturitě odešel na dvouletou praxi do lékárny v Třebechovicích pod Orebem. Válku strávil jako voják na haličské frontě. Poté vystudoval farmacii na Přírodovědecké fakultě Univerzity Karlovy. Po studiu se stal lékárníkem a komisařem Ústavu pro zkoumání léčiv při ministerstvu veřejného zdravotnictví. Angažoval se i v regionální politice, kde došel až k funkci druhého náměstka kolínského starosty v letech 1930-1935.
V parlamentních volbách v roce 1935 byl zvolen za lidovce do Národního shromáždění. Poslanecké křeslo si oficiálně podržel do zrušení parlamentu roku 1939, přičemž krátce předtím ještě v prosinci 1938 přestoupil do nově vzniklé Strany národní jednoty.
Profesí byl úředník. Podle údajů z roku 1935 bydlel v Kolíně.
Za války byl zaměstnán na Zemském úřadu v Praze. V letech 1945-1948 působil jako ministerský rada na ministerstvu zdravotnictví. Roku 1948 byl propuštěn a následně pracoval v lékárně ve Velkém Oseku. Roku 1950 byl zatčen a odsouzen ke dvěma letům vězení, po půl roce byl předčasně propuštěn. Po propuštění byl činný v lékárně v Kolíně. Zde také v roce 1978 zemřel.